# Арам I Великий
Арам I Великий — легендарний цар Вірменії, правив державою у 1828—1770 роках до н. е. За часів його правління Вірменія стала однією з наймогутніших держав стародавнього світу.